# Viking (album)
Viking è il secondo e ultimo album in studio del gruppo musicale statunitense Lars Frederiksen and the Bastards, pubblicato nel 2004.

## Tracce
1. Bastards – 1:41
2. Skins, Punx and Drunx – 1:04
3. Fight – 0:56
4. 1% – 2:46
5. Switchblade (featuring Skinhead Rob) – 3:38
6. Marie Marie (The Blasters cover) – 1:55
7. Little Rude Girl – 1:17
8. Maggots – 2:00
9. Mainlining Murder – 3:30
10. For You (Anti-Nowhere League cover) – 3:11
11. My Life to Live (featuring Tim Armstrong) – 4:27
12. The Kids Are Quiet on Sharmon Palms – 2:46
13. Blind Ambition – 0:20
14. Gods of War – 0:55
15. Streetwise Professor – 3:10
16. The Viking – 5:05